# Williams (California)
Williams es una ciudad situada en el estado de California, en Estados Unidos. Pertenece al condado de Colusa. En el año 2000 tenía 3.670 habitantes en una superficie de 14.1 km², con una densidad poblacional de 260.3 personas por km².

## Geografía
Manning se encuentra ubicada en las coordenadas 39°9′17″N 122°8′58″O / 39.15472, -122.14944. Según la Oficina del Censo, la localidad tiene un área total de 14.1 km² (5.4 sq mi), de la cual toda es tierra.

## Demografía
Según la Oficina del Censo en 2000, los ingresos medios por hogar en la localidad eran de $32.042, y los ingresos medios por familia eran $36.389. Los hombres tenían unos ingresos medios de $29.625 frente a los $20.000 para las mujeres. La renta per cápita para la localidad era de $11.010. Alrededor del 15.5% de las familias y del 19.2% de la población estaban por debajo del umbral de pobreza.